# Max (Pokémon)
Max is een personage uit Pokémon en een van de metgezellen van Ash Ketchum. Hij is zeven jaar oud en het broertje van May. Hij is de zoon van Norman, de Petalburg Gymleider. Hij gaat met Ash mee tijdens zijn reis in Hoenn. Max is een ontluikende Pokémon trainer, maar is te jong om een Pokémon te ontvangen. Ook is hij een boekenwurm die zo ongeveer alles heeft gelezen wat geschreven is over Pokémon. In de film Pokémon 6: Jirachi, Droomtovenaar raakt hij bevriend met Jirachi, die hem uiteindelijk verlaat. Max en May blijven met Ash en Brock reizen tot de laatste aflevering van de Advanced Generation, en gaan dan terug naar de Petalburg Gym. Hij neemt Misty's rol over om Brock uit de buurt te krijgen van mooie vrouwen, door hem aan zijn oor te trekken.